# Aleksiej Rubcow

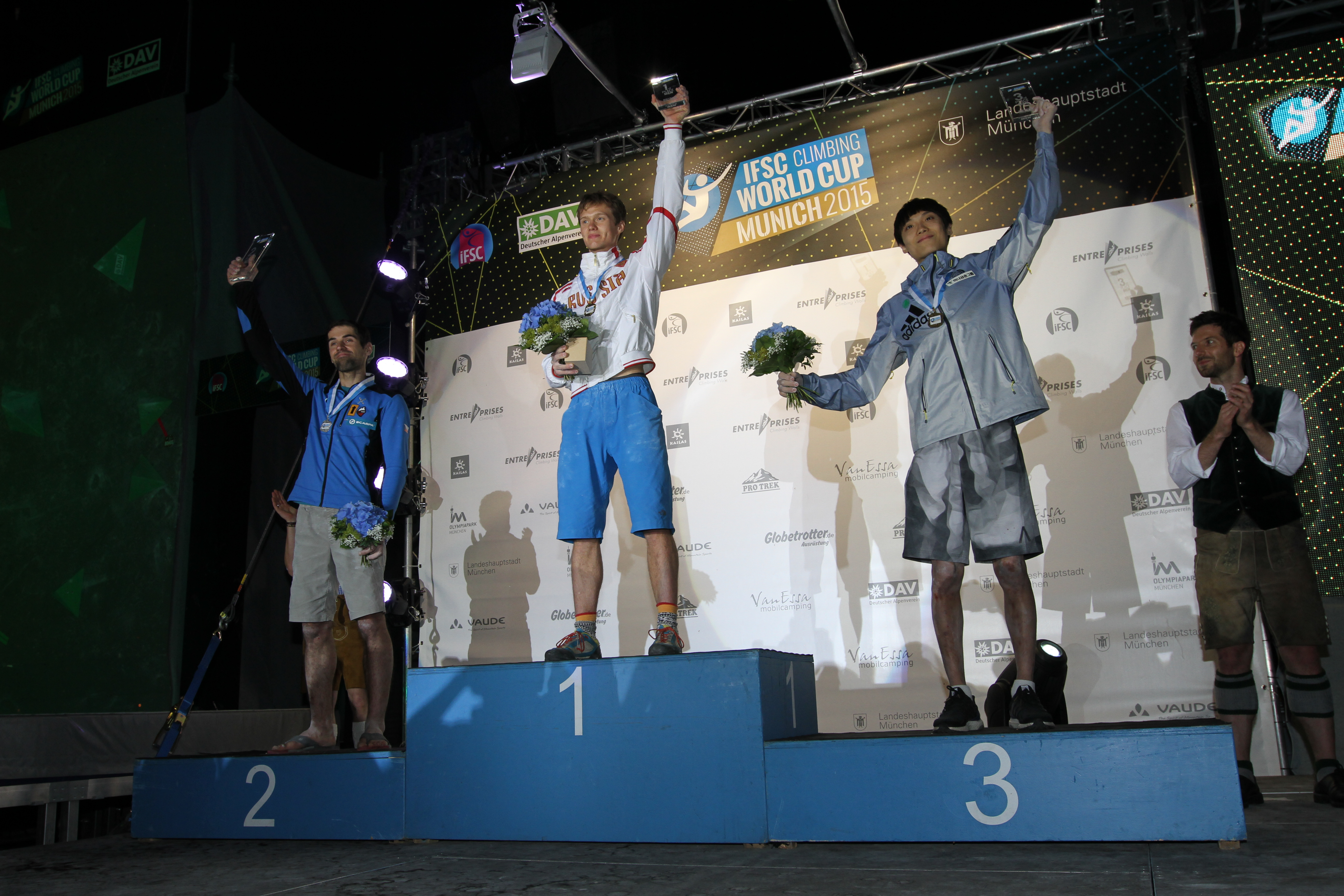
PŚ 2015 Monachium. Stoją od lewej: Martin Stráník CZE (2 m.), Aleksiej Rubcow RUS (1 m.) i Chon Jong-won KOR (3 m.)

Aleksiej Rubcow (ros. Алексей Рубцов; ur. 5 sierpnia 1988 w Moskwie) – rosyjski wspinacz sportowy. Specjalizował się w boulderingu, prowadzeniu oraz we wspinaczce łącznej. Mistrz świata we wspinaczce sportowej w konkurencji boulderingu w roku 2009.

## Kariera sportowa
W zawodach wspinaczkowych, które odbyły się w chińskim Xining w 2009 wywalczył złoty medal mistrzostw świata we wspinaczce sportowej w konkurencji boulderingu.
W 2019 roku w Tuluzie na światowych kwalifikacjach do igrzysk olimpijskich zajął dopiero dwudzieste miejsce, które nie zapewniło awansu (kwalifikacji) na IO 2020 w Tokio. 
Uczestnik World Games we Wrocławiu w 2017, gdzie zdobył brązowy medal w konkurencji boulderingu.
Wielokrotny uczestnik, prestiżowych, elitarnych zawodów wspinaczkowych Rock Master we włoskim Arco, które wygrał w 2018, a w 2017 zdobył brązowy medal.
Rubcow studiował na Moskiewskim Instytucie Lotniczym w Moskwie.

## Osiągnięcia

### Mistrzostwa świata
| Konkurencje       | 2009 | 2011  | 2012  | 2016 | 2018 |
| Bouldering        | 1    | 29-30 | 45-46 | 7    | 12   |
| Prowadzenie       | —    | —     | —     | —    | 21   |
| Wspinaczka łączna | —    | —     | —     | —    | 13   |

### Mistrzostwa Europy
| Konkurencje | 2010  | 2015 | 2017 | 2019 |
| Bouldering  | 16-18 | 6    | 6    | 24   |

### World Games
| Konkurencje | 2017 |
| Bouldering  | 3    |

### Rock Master
| Konkurencje | 2009 | 2010 | 2016 | 2017 | 2018 |
| Bouldering  | 8    | 11   | 6    | 3    | 1    |